# Тасар
Тасар (мађ. Taszár) је насељено место у Мађарској. Тасар је веће насеље у оквиру жупаније Шомођ.

## Етимологија
Назив потиче од словенске речи тесар (столар), види нпр. Тјесаре или Тесаре над Житавоу. Тазар (1358)..

## О селу
Управа града Капошвара је препознала потенцијал терена око насеља и донела је одлуку по којој је град од јануара 1928. године закупио тасарски део фарме Пијариста ради грађења цивилног аеродрома.
Сеоска структура традиционалног мађарског села радикално је промењена 1950-их када су изградили војну ваздухопловну базу. Војни објекти заузимају значајан део града. Ово се посебно односи на аеродром и касарне. Куће у селу су грађене на аеродрому, а касарне су биле на 2 до 3 спрата, углавном са равним крововима.
Године 1995. село је било мета међународног и домаћег интереса. Ваздухопловна база Тасар постала је логистичка база ИФОР-а, а касније и СФОР-а. 2003. године ваздухопловна база Тасар је учествовала у обуци ирачких добровољаца.
Тасар има добру саобрачајну инфраструктуру путева и тротоара. Око 300 деце учи у основној школи која има савремену језичку лабораторију и кабинет за информатику која помаже ученицима и у раду наставника. Сеоски медицински центар има савремену медицинску и стоматолошку опрему.
У селу постоји 18-канални систем кабловске телевизије затвореног типа. Око 98% сеоских кућа има могућност да гледа локални информативни програм. Од 2002. године у селу постоји информативна служба, чије услуге покривају област пољопривредних и индустријских предузетника села. Постоји могућност да и млади и старији људи добију приступ Интернету у циљу добијања информација на мрежи.

## Становништво
Током пописа из 2011. године, 85,4% становника се изјаснило као Мађари, 1,5% као Роми, 1% као Немци и 0,2% као Румуни (14,5% се није изјаснило; због двојног идентитета, укупан број може бити већи од 100%). Верска дистрибуција је била следећа: римокатолици 44%, реформисани 4,7%, лутерани 0,6%, гркокатолици 0,2%, неденоминациони 19,9% (29,7% се није изјаснило).